# Das Grauen aus der Tiefe (1980)
Das Grauen aus der Tiefe (Originaltitel: Humanoids from the Deep) ist ein US-amerikanischer B-Movie-Horrorfilm aus dem Jahr 1980.

## Handlung
Bei einem Fischzug nahe dem kalifornischen Fischerdorf Noyo geht ein fremdartig humanoides Wesen ins Netz. Es krallt sich sofort einen Jugendlichen und voller Panik setzen die Angler ihr eigenes Schiff in Brand als ein Leuchtsignal fehlgeht. Am folgenden Tag finden die Dorfbewohner zahlreiche Leichen zerstückelter Hunde am Strand. Abends überfallen die Kreaturen Teenager-Paare, die sich noch am Strand tummelten. Jim Hill versucht zusammen mit der Wissenschaftlerin Susan Drake den Geschehnissen auf den Grund zu gehen. Ihnen fällt eine verlassene Insel auf und vor Ort werden sie direkt von den Kreaturen angegriffen. Nachdem sich die Menschen erfolgreich verteidigen konnten, landet eine getötete Kreatur auf dem Seziertisch der Wissenschaftlerin. Diese erkennt Mutationen durch Wachstumshormone, die die nahegelegene Lachsfarm nach einem Unfall ins Meer geleitet hatte. Da soeben das Volksfest im Fischerdorf begonnen hat, kommt es zu einem massiven Überfall der Kreaturen auf die Festbesucher. Unter hohen Verlusten schaffen es die Menschen sich schließlich zu wehren. Nachdem eine vermisste junge Frau lebend gefunden wird, wird sie als Schwangere in eine Klinik verbracht. Dort bohrt sich eine monsterhafte Kreatur durch ihre Bauchdecke.

## Kritik
Christian Kühemann von der Website moviebreak.de urteilt wohlwollend: „Mit ‚Das Grauen aus der Tiefe‘ wurde eine kleine Genreperle geschaffen. Es handelt sich hierbei um ein B-Movie durch und durch. Aufgrund seiner Konsequenz sieht man nur allzu gerne darüber hinweg.“ Der Fischer Film Almanach 1981 sah im Film einen inhomogenen Genre-Mix.